# کبوتر-کوکوهای اقیانوسیه
کبوتر-کوکوهای اقیانوسیه Reinwardtoena یک سرده کوچک از کبوترهای خانواده کبوتران است. آنها در بخش‌هایی از اندونزی، پاپوآ گینه نو و جزایر سلیمان یافت می‌شوند.
این سرده سه گونه دارد.